# Boskleinoogje
Het boskleinoogje (Porrhomma errans) is een spinnensoort in de taxonomische indeling van de hangmatspinnen (Linyphiidae).
Het dier komt uit het geslacht Porrhomma. Porrhomma errans werd in 1841 beschreven door John Blackwall.